# Théoclite la Thaumaturge
Théoclite ou Théoclite la Thaumaturge (en grec ancien : Θεοκλητώ η θαυματουργή) est une sainte byzantine et orthodoxe du IXe siècle. Vivant sous le règne de l'empereur iconoclaste Théophile, elle se démarque par ses nombreuses actions en faveur des pauvres et plus généralement sa vie chrétienne. Ses reliques incorrompues sont perçues par les orthodoxes comme étant à l'origine de plusieurs miracles. Elle est fêtée le 3 août avec le titre de vénérable.

## Biographie
Théoclite naît dans le thème des Optimates ; ses parents sont nommés Constantin et Anastasie,,. Ses parents, d'un milieu social relativement élevé, la forcent à épouser un homme nommé Zacharie, qu'elle aurait dirigé dans une « voie droite »,,.
Le long de son existence, Théoclite se serait impliquée dans de nombreuses oeuvres chrétiennes, notamment en accueillant chez elle de nombreuses personnes dans le besoin et en distribuant des parts importantes de ses biens pour servir à des oeuvres caritatives,,. La byzantine aurait convoqué ses amis avant sa mort pour leur annoncer la nouvelle de sa mort prochaine avec joie.

## Postérité
Son corps incorruptible aurait par la suite produit des miracles,. Sa mémoire est célébrée le 3 août et elle a le titre de vénérable,,. Son prénom, qui signifie « appelée par Dieu », se trouve sous plusieurs graphies différentes, parfois sous la forme de Θεοκλητώ (Theoklitó) et parfois sous celle de Θεόκλητη (Theókliti), mais il s'agit possiblement d'une autre sainte homonyme fêtée le 21 août dans certains manuscrits,. 

### Liturgie
Dans la liturgie orthodoxe, elle reçoit des hymnes en son honneur, comme son apolytikon, qui se lit de la sorte,:
| Grec | Translittération | Français |
| --- | --- | --- |
| Πέλεις πρότυπον, φιλανθρωπίας, καὶ διδάσκαλος, αὐτοθυσίας, ἀρετῆς Θεοκλητὼ ἀκροθίνιον· διακονεῖς γὰρ ἐν ζήλῳ τοῖς πένησι, καὶ ἀσθενοῦσιν ὡς Μήτηρ φιλόστοργος· ὅθεν ἅπαντες, Χριστὸν τὸν Θεὸν δοξάζομεν, τὸν σὲ ἐν οὐρανοῖς ἐν δόξῃ στέψαντα. | Pelis prótypon, philanthropías, kai didáskalos, afthysías, aretís Theoklitó akrothínion; diakonís gar en zíli tis pénisi, kai asthenoúsin os Mítir philóstorgos; óthen ápantes, Christón ton Theón doxázomen, ton se en ouranís en dóxi stépsanta. | Tu es devenue un modèle de philanthropie, une enseignante d'abnégation, un sommet de vertu, ô Théoclite ; car tu sers avec zèle les pauvres, et les malades comme une mère affectueuse ; c'est pourquoi nous glorifions tous le Christ - Dieu, qui t'a couronnée de gloire dans les cieux. |